# IU (zpěvačka)
IU (* 16. května 1993 Soul), rodným jménem I Či-un (korejsky 이지은, anglický přepis: Lee Ji-eun), je jihokorejská zpěvačka, skladatelka a herečka.

## Život a kariéra
IU se narodila v Soulu v Jižní Koreji. Svoje dětství prožila v chudobě, déle než rok musela s rodinou žít v domě s jednou ložnicí. Chodila na střední dívčí školu Dongduk Women’s High School.
V sedmé třídě se rozhodla stát se zpěvačkou. Hlásila se u společnosti JYP Entertainment, ale neuspěla; u společnosti LEON Entertainment už ale byla přijata. Debutovala 18. září 2008 s albem Groving up a debutovým singlem „Lost Child“. Jméno „IU“ má význam „I & You“.
V roce 2011 vydala album Last Fantasy obsahující 13 písní. O dva roky později vydala album Modern Times, které ji velmi proslavilo a je považováno za její nejúspěšnější. V roce 2017 vydala album Palette. V roce 2021 vydala album LILAC obsahující stejnojmennou píseň.

## Diskografie

### Studiová alba
- Growing Up (2009)[2]
- Last Fantasy (2011)[3]
- Modern Times (2013)[4]
- Palette (2017)[5]
- Lilac (2021)[6]

## Filmografie

### Televizní seriály
- Dream High (2011)
- You Are the Best! (2013)
- Bel Ami (2013)
- Producenti (2015)
- Moon Lovers: Scarlet Heart Ryeo (2016)[7]
- My Mister (2018)
- Persona (2019)
- Hotel del Luna (2019)